# 500 Batalion Strzelców Spadochronowych SS
500 Batalion Strzelców Spadochronowych SS (500. SS-Fallschirmjägerbataillon) – niemiecka jednostka spadochronowa o sile batalionu podporządkowana Waffen-SS.

## Historia
500 Batalion Spadochronowy SS powstał w latach 1942–1943 w ramach rozbudowy Waffen-SS na osobisty rozkaz Adolfa Hitlera. Jednostkę formowano w Chebie w Protektoracie Czech i Moraw. Początkowo batalion był jednostką ochotniczą, z czasem stał się jednostką karną – stan uzupełniano żołnierzami, którzy dopuścili się przewinień regulaminowych. Batalion składał się z trzech kompanii spadochronowych, kompanii broni ciężkiej i kompanii dowodzenia.
Na wiosnę 1944 roku batalion skierowano do walki z partyzantami w Bośni, Hercegowinie i Czarnogórze. Jednak już w kwietniu jednostkę wycofano na poligon Mataruška Banja w związku z przygotowaniami do wielkiej akcji przeciwpartyzanckiej, której celem było zlikwidowanie przywódcy jugosłowiańskiej komunistycznej partyzantki, Josipa Tity. Akcja rozpoczęła się 25 maja 1944 roku. Oddziały Tity stawiły zacięty opór, a akcja zakończyła się niepowodzeniem: Tito uciekł, lecz w ręce niemieckie dostał się jego nowy mundur marszałkowski i buty do konnej jazdy. 
W czerwcu 1944 roku batalion przerzucono na front wschodni. Walczył w Wilnie, okolicach Rygi i Jełgawy. Następnie żołnierze batalionu walczyli o Rosienie na Litwie, gdzie ich oddział poniósł olbrzymie straty. Ostatecznie resztki batalionu wycofano do Wagram koło Wiednia, gdzie zostały włączone do nowo utworzonego 600 Batalionu Strzelców Spadochronowych SS.

## Dowódcy
- SS-Sturmbannführer Herbert Gilhofer
- SS-Hauptsturmführer Kurt Rybka (od 1944 roku)